# Felice Sciosciammocca
Felice o Feliciello Sciosciammocca è un personaggio immaginario del teatro napoletano creato da Eduardo Scarpetta.

## Origine del nome
"Sciosciammocca" in lingua napoletana sta ad indicare colui che sta a bocca aperta; letteralmente scioscia vuol dire soffia e 'mmocca equivale a in bocca: quindi respira a bocca aperta. Si tratta quindi di una persona che si meraviglia di tutto, credulona, di una ingenuità che arriva alla stupidità .

## Storia
La maschera di Felice Sciosciammocca fu reinventata da Eduardo Scarpetta, che si collocò, nella sua produzione teatrale, sulla scia del teatro dialettale di Antonio Petito (1822-1876), celebre interprete di Pulcinella, il quale a sua volta adottò in seguito anche il personaggio di Sciosciammocca. Lo stesso Antonio Petito scritturò Scarpetta conformando su di lui il personaggio di Felice Sciosciammocca che accompagnava Pulcinella nelle sue farse. Antonio Petito scrisse infatti per Scarpetta alcune farse fra cui le più note sono: "Feliciello mariuolo de 'na pizza" e "Felice Sciosciammocca creduto guaglione 'e n'anno".
«…[Scarpetta] riferì che da piccolo Pulcinella gli faceva paura in teatro, a causa del suo volto nero, e quindi verso la metà dell'Ottocento, quando diventa anche lui capocomico e fa un teatro autonomo, immediatamente sostituisce Pulcinella con questo Sciosciammocca.»

### Il Pulcinella di Petito: da contadino a cittadino
Il Pulcinella di Petito, in realtà, aveva già subito un'evoluzione: da rappresentante dello scemo del villaggio, vittima designata dei più furbi, aveva acquisito le caratteristiche di uomo di città e nel contempo un carattere arguto e insolente ma, soprattutto, dotato della furbizia istintiva del Pulcinella della Commedia dell'arte. «Pulcinella in teatro diventa un personaggio, e deve attenersi ormai ad una parte scritta, ad un copione. Privata del vivificante contatto diretto con il pubblico, la maschera assume sempre più caratteristiche stereotipate.»

### Da Pulcinella a Sciosciammocca

Eduardo e Pulcinella

Un'ulteriore evoluzione, dall'archetipo di Pulcinella, può considerarsi la maschera di Felice Sciosciammocca. Più esattamente, dovrebbe parlarsi di mezza maschera poiché, verso la fine del XIX secolo, il teatro napoletano si stava trasformando da teatro borbonico di maschera, a teatro di carattere. Pulcinella, infatti, rappresentava un mondo «facile e furbesco, nient'altro che questo, passione un tempo e frenesia di due plebi quella del trivio e quella della corte» Un personaggio ormai anacronistico «simbolo di una plebe lazzarona e servile alleata con il vecchio potere» che andava sostituito con uno più conforme alla nuova cultura unitaria. Nasce così un personaggio, un caratterista, come diremmo oggi, a tutto tondo, quello di Sciosciammocca, che rappresentava un tipo ben determinato e fisso sia nel costume di scena: un vistoso abito a quadretti molto usurato e di una misura più piccola del necessario come anche per il cilindro in bilico sulla testa, un papillon, un sottile bastoncino da passeggio, le scarpe esageratamente grandi. Una tenuta che complessivamente ricorda molto da vicino quella di Charlot, imitante il linguaggio borghese. Sciosciammocca è infatti un «piccolo borghese… studente povero… o figlio di famiglia viziato che non vuole studiare e corre appresso alle donne; ma talora è anche giovane di farmacia, scrivano, scarpaio, maestro di musica e di calligrafia».
I due personaggi convissero in numerose commedie dove Pulcinella, che ha abbandonato la volgarità del genere teatrale più antico, quello della recita a soggetto, rimane tuttavia l'espressione della cultura plebea napoletana contrapposta a quella medio-borghese di Sciosciammocca. Pulcinella ha conservato del passato la gestualità eccessiva e la platealità delle movenze, Sciosciammocca è più controllato nello sforzo di distinguersi proprio dalla prorompente personalità di Pulcinella.

### Da Sciosciammocca a Totò
Il nome del personaggio fu reso popolare al grande pubblico dalle interpretazioni che Totò realizzò per il cinema tre film, tutti a colori: Un turco napoletano (1953), Miseria e nobiltà (1954) e Il medico dei pazzi (1954). In effetti, però, Totò, con la sua maschera, sovrastò interamente il personaggio di Sciosciammocca, di cui rimane semplicemente il nome, sostituito nelle caratteristiche originali dall'arte scenica di Totò.